# یوبار
یوبار (به آلمانی: Jübar) یک شهر در آلمان است که در التمارکریز سالزودل واقع شده‌است. یوبار ۱٬۸۱۳ نفر جمعیت دارد.